# Albrecht Rengger
 (août 2024).
Pour les articles homonymes, voir Rengger.
Albrecht Rengger, né le 8 juillet 1764 à Gebenstorf et mort le 23 décembre 1835 à Aarau) est un médecin suisse et un homme politique de la République helvétique et du canton d'Argovie.

## Biographie
Il était le fils du pasteur Abraham Rengger (1732-1794) originaire de Brugg, qui exerça d’abord à Gebenstorf, puis à la cathédrale de Berne. Il commença à étudier la théologie, puis la médecine à Göttingen, où il était allé entre autres avec Samuel Friedrich Lüthardt, puis à Pavie. Reçu docteur en médecine en 1788, il commença à exercer comme médecin à Berne. En tant que membre de la Société helvétique, il se montra également favorable comme journaliste à un renouveau de la Confédération suisse et il salua la Révolution française.
Le 30 janvier 1798, il fut élu au Grand Conseil élargi de la ville et de la République de Berne et abandonna l’exercice de la médecine. Après la Révolution helvétique, il fut d’abord élu président de la Cour suprême de la République helvétique le 20 mai 1798, mais dès le 2 juin devint ministre helvétique de l’intérieur. En tant que ministre, il soutint de nombreux projets progressistes, tels que l’institut de Johann Heinrich Pestalozzi à Stans. En tant qu’unitariste il participa au second coup d’État du 7 aout 1800 et fut envoyé à Paris en janvier 1801 avec le projet de constitution unitariste. C’est là qu’il reçut de Napoléon Bonaparte ce qu’on appelle la Constitution de la Malmaison en tant que contre-projet et qu’il dut la remettre aux autorités helvétiques. Le troisième coup d’État fédéraliste du 17 octobre 1801 le contraignit à démissionner de son poste de ministre de l’Intérieur. Le 6 novembre 1802, il fut élu deuxième Landammann de Suisse et, après le nouveau coup d’État unitariste du 17 avril 1802, il redevint ministre et le resta jusqu’à la fin de la République helvétique en 1803.
Après l’intervention de Napoléon à l’automne 1802, il se retira de la vie politique et exerça la médecine à Lausanne jusqu’en 1814. En 1814, il participa à la nouvelle constitution de l’Argovie dont il défendit les intérêts au Congrès de Vienne contre les revendications de Berne. En décembre 1814, la ville d’Aarau lui accorda la nationalité et en juin 1815, il fut élu au Grand Conseil d’Argovie pour représenter cette ville et s’installa alors à Aarau. Dans le canton d’Argovie sa deuxième carrière politique le porta au gouvernement d’Argovie en 1815-1820. Il vécut ensuite à Aarau comme simple citoyen jusqu’à sa mort, se consacrant à des études géognostisques ainsi qu’à l’éducation des enfants de son frère qui était mort. Johann Rudolph Rengger reçut un soutien particulier : après un voyage d’études de huit ans en Amérique du Sud, il publia deux ouvrages sur le Paraguay sous la direction de son oncle.
Les nombreux documents qu’il a laissés se trouvent aux Archives de l’État d’Argovie.